# Armée de Géorgie
L'armée de Géorgie est une armée de l'Union qui a constitué l'aile gauche du groupe d'armée du major général William T. Sherman pendant la marche vers la mer et la campagne des Carolines.

## Histoire
Pendant la campagne d'Atlanta de Sherman en 1864, son groupe d'armée est composé de l'armée du Tennessee, de l'armée du Cumberland et de l'armée de l'Ohio. Après la chute d'Atlanta en septembre, Sherman envoie l'armée de l'Ohio et le IVe corps de l'armée du Cumberland vers le nord pour traiter les restes de l'armée du Tennessee du lieutenant général John Bell Hood. Ensuite, en novembre, il crée l'armée de Géorgie, en combinant les restes du XIVe corps de l'armée du Cumberland avec le XXe corps. Cette nouvelle armée, placée sous le commandement du major général Henry Warner Slocum du XX corps, sert en tant qu'une des deux ailes de la marche de Sherman vers la mer. L'armée du Tennessee comprenant le XV corps et le XVIIe corps, commandé par Oliver O. Howard, forme l'autre aile. L'armée de Géorgie est peu impliquée dans des combats lors de la marche vers la mer mais est engagée lors de la bataille d'Averasborough et porte le poids des combats de la bataille de Bentonville.

## Commandant
- Major général Henry Warner Slocum (novembre 1864 - avril 1865)

## Batailles majeures et campagnes
- Campagne d'Atlanta
- Marche de Sherman vers la mer
- Campagne des Carolines
- Bataille d'Averasborough
- Bataille de Bentonville
- Grande revue des armées